# Livio Wenger
Livio Wenger (* 20. ledna 1993 Kriens) je švýcarský rychlobruslař a inline bruslař.
Ve Světovém poháru v rychlobruslení začal startovat v roce 2014, tehdy také debutoval na Mistrovství Evropy. Zúčastnil se Zimních olympijských her 2018 (1500 m – 25. místo, 5000 m – 17. místo, závod s hromadným startem – 4. místo). Na Mistrovství Evropy 2020 získal v týmovém sprintu bronz a na ME 2022 si dobruslil v závodě s hromadným startem pro stříbrnou medaili. Startoval na ZOH 2022 (5000 m – 18. místo, hromadný start – 7. místo).
Startoval také v inline rychlobruslařských závodech na Světových hrách 2017, přičemž na 10kilometrové trati získal stříbrnou medaili.